# ウォーリック・マニュファクチュアリング・グループ
ウォーリック・マニュファクチュアリング・グループ(英：Warwick Manufacturing Group)はイギリスにあるウォーリック大学傘下の研究・教育機関である。

## 概要
通称WMGとして知られる。1980年にダッカ出身のKumar Bhattacharyya男爵によって設立された。WMGは、イギリスのコヴェントリーとウォリックシャーの境界線にあるウォーリック大学内にあり、学士号、修士号、博士号のプログラムを提供している。

## MScプログラム
MSc : Master of Science
WMGのMSc（社会科学系修士）プログラムは以下のコースが存在する。
- Cyber Security and Management
- e-Business Management
- Engineering Business Management
- Innovation and Entrepreneurship
- International Technology Management
- International Trade, Strategy and Operations
- Management for Business Excellence
- Manufacturing Systems Engineering
- Process Industry Business Management
- Programme and Project Management
- Service Management and Design
- Supply Chain and Logistics Management

## 提携企業
WMGは以下の企業と提携関係にある。
- ジャガーランドローバー
- タタ・モーターズ
- TVSモーター
- BAEシステムズ
- アストラゼネカ
- シーメンス
- グラクソ・スミスクライン
- エアバス

また、2015年にはタタ・スチールと共同で研究機関を設立することが発表された。